# Arsène Lupin – Der König unter den Dieben
Arsène Lupin – Der König unter den Dieben ist ein französischer Abenteuerfilm vom Regisseur Jean-Paul Salomé aus dem Jahr 2004 nach der literarischen Vorlage von Maurice Leblanc.

## Handlung
Frankreich 1882 zu Beginn der Belle Époque: Der kleine Arsène Lupin lebt mit seinen Eltern auf einem Schloss in der Normandie, das seine Tante mit ihrer Familie bewohnt. Als sein Vater Théophraste, der für den Hausherrn Herzog von Dreux-Soubise als Savate-Trainer arbeitet, wegen Diebstahls verhaftet werden soll, kann dieser fliehen. Arsène und seine Mutter werden daraufhin aus dem Haus geworfen und entdecken bei ihrer Abreise zudem auf einem Feld eine Leiche. Da der Tote Théophrastes Ring trägt, glaubte Arsène, sein Vater sei umgekommen, und nimmt den Ring an sich.
15 Jahre später hat er sich zum Meisterdieb entwickelt, der unter anderem die Hautevolee auf Ozeandampfern bestiehlt. Die Frauen liegen ihm zu Füßen, und unter der Bevölkerung gilt er nicht als Schurke, sondern als Held. Als er seine inzwischen erkrankte Mutter, die er seit langem nicht gesehen hat, in einem Armenhospital besucht, gerät er in einen Polizeihinterhalt. Henriette Lupin lenkt die Beamten letztlich mit verzweifelten Hasstiraden ab, verstirbt aber nach einem anschließenden Zusammenbruch. Eine unbekannte Krankenschwester – Arsène ahnt nicht, dass es sich dabei um seine Cousine Clarisse handelt – verhilft ihm zur Flucht. Durch sie kommt er wie einst Théophraste als Kampfsportlehrer ihres Vaters – des Herzogs – auf dem Schloss unter.
Arsène ist zunächst verbittert, da er Dreux-Soubise die einstige Ächtung seiner Eltern nicht vergibt, bleibt aber, da er Clarisse liebt. Während eines nächtlichen Schlossbesuchs beobachtet er den Herzog, wie der eilends das Haus verlässt, und folgt ihm. Es zeigt sich, dass Dreux-Soubise einer Gruppe von Monarchisten angehört, die, angeführt durch den Herzog von Orléans, einen Staatsstreich gegen die republikanische Regierung plant. Dabei spielen mehrere goldene Kruzifixe eine entscheidende Rolle – sowie auch die mysteriöse Gräfin Joséphine, die von vielen als Hexe geächtet wird und die die Kreuze für ihre eigenen Pläne braucht. Als die Monarchisten sie zum Tode verurteilen, kann Arsène die Verurteilte vor dem Ertrinken retten. Doch sie flüchtet kurz darauf. Am nächsten Tag kommt es zum Zerwürfnis zwischen Lupin und Clarisse, die nicht dulden will, dass er ihrem Vater nachspioniert. Er verlässt ein weiteres Mal das Schloss, diesmal in der Absicht, nicht mehr zurückzukehren.
Arsène ist inzwischen den Reizen der Gräfin erlegen und stiehlt nach und nach die Kruzifixe, um Josephine als Partner und Liebhaber zu dienen. Die auf einem Hausboot lebende Diebin hat erst Zweifel, dann aber willigt sie ein und begibt sich mit ihm nach Paris. Hier soll sich ein weiteres der Kreuze befinden, die offensichtlich den Weg zu einem großen Schatz weisen. Beim Einbruch in den Louvre wird Lupin dann aber von Beaumagnan abgepasst, dem Handlanger der Monarchisten. Er warnt Arsène eindringlich vor Joséphine und zeigt ihm anhand etlicher Gemälde, dass sie ihre Spuren in der Geschichte hinterlassen hat. Zudem macht er ihm weis, dass die Gräfin als dessen Komplizin hinter dem Tod seines Vaters steckt.
Es folgt ein Katz-und-Maus-Spiel, bei dem alle Beteiligten einander zu überlisten versuchen und dabei großenteils auf der Strecke bleiben, bis Arsène endlich alle Hinweise zusammenbringt: Die Kruzifixe führen zu einem Versteck, das den Schatz der französischen Könige beherbergt. Joséphine selbst ist die Nachkommin eines Alchemisten, die das Geheimnis der ewigen Jugend kennt und seit Jahrhunderten nach dem Schatz sucht. Sie ist auch im Besitz eines Colliers, das einst Dreux-Soubise gehörte und das Arsène als Kind für seinen Vater stahl. Lupin nimmt deswegen zunächst an, dass Joséphine Théophrastes ermordet hat; wenig später aber offenbart sich Beaumagnan auf einem Empfang von Orléans: Er selbst ist Théophraste Lupin, der seinen eigenen Tod vorgetäuscht hat, um als Agent der französischen Regierung die Monarchisten auszuspionieren. Allerdings verfiel er damals, wie jetzt sein Sohn, den Reizen Joséphines und wurde ihre rechte Hand.
Beim Empfang trifft Lupin auch Clarisse wieder, die ihm kurz darauf eröffnet, dass sie ein Kind von ihm erwartet. Als die Monarchisten Joséphine als Geisel nehmen, kann diese wenig später ihre Peiniger mit einer Bombe töten. Arsène gerät erneut in ihren Bann, kann den Verlockungen aber durch einen Trick entgehen. Die Gräfin flüchtet mit ihm und den Kruzifixen, wobei sie die ebenfalls entführte Clarisse aus Eifersucht auf ihrem Schiff und einer Bombe zurücklässt. Arsène kann sie und Beaumagnan einsperren und flieht im letzten Moment mit Clarisse von dem explodierenden Kahn. Wenig später kommt Arsène dem Schatzversteck auf die Schliche. Es befindet sich in der Felsnadel von Étretat. Hier kommt es zum finalen Kampf mit Beaumagnan, wobei dieser beim Versuch, seinen Sohn zu töten, von der Klippe ins Meer stürzt.
Einige Zeit nach den Ereignissen scheint alles gut zu sein: Arsène und Clarisse sind verheiratet und haben einen Sohn. Doch während sich der Meisterdieb wieder auf einem seiner nächtlichen Raubzüge befindet, dringt die entflohene Joséphine rachedürstend in sein Haus ein, raubt seinen Sohn und ermordet Clarisse. Arsène in seiner Verzweiflung will zunächst Selbstmord begehen, entscheidet sich aber schließlich dagegen und nimmt mit weiteren Maskeraden sein unstetes Leben wieder auf.
Im Jahr 1913 hält er sich schließlich wieder in Paris auf, wo auch der österreichische Thronfolger gerade zu einem Staatsbesuch weilt. Dabei sieht er Joséphine wieder, die nicht um einen Tag gealtert zu sein scheint und mittels eines jungen Mannes einen Bombenanschlag auf den Erzherzog verüben will. Arsène greift ein und erkennt zu seinem Entsetzen, dass Joséphines Helfer sein inzwischen erwachsener Sohn ist. Es gelingt Lupin schließlich, die Bombe zur Explosion zu bringen, ohne dass jemand verletzt wird. Im allgemeinen Trubel können dann sowohl er als auch die Gegenspieler untertauchen. Der Film endet damit, dass sich Arsène und Joséphine in einem dramatischen Moment in die Augen sehen in dem Bewusstsein, dass ihr Kampf – auch um Lupins Sohn – noch nicht vorbei ist.

## Hintergrund
Die Verwendung der Felsnadel von Ètretat als Schatzhöhle ist ein Verweis auf die Romanfigur Lupin. In den Erzählungen nutzt Arsène die hohle Felsnadel als Unterschlupf und Versteck verschiedener Kunstwerke. Im Film wird dies später teilweise angedeutet, womit eine innovative Erklärung geliefert wird, wie Lupin zu dem Versteck kam.
Arsène Lupin – Der König unter den Dieben war einer der letzten Filme mit Philippe Lemaire. Der Darsteller des Kardinals starb nur wenige Monate später.
Für den Film wurden über 500 Kostüme gefertigt, darunter 20 für Duris.

## Kritiken
„Jean-Paul Salomé […] schuf ein aufwendiges, nostalgisches Abenteuerspektakel […]. Exquisit: Landschaft, Kostüme, Abenteuer!“

„Opulentes Abenteuerkino von der anderen Rheinseite, eine reich ausgestattete Kostüm-Räuberpistole mit modernem Action-Zierat in direkter Tradition von Klassikern des Mantel-&-Degen-Genres bis zu jüngeren Exporterfolgen wie Vidocq und Pakt der Wölfe. Romain Duris (Der wilde Schlag meines Herzens) spielt den Titelheld als entspannten Funsportler, den Feinschliff erledigen unentwegte Actioneinlagen, gut aufgelegte Nebendarsteller und die postkartengerecht ins Bild gerückten Kulissen der Normandie“

## Auszeichnungen
Bei der Verleihung des César 2005 war Pierre-Jean Larroque für die Besten Kostüme nominiert.

## Synchronisation
Die deutsche Synchronbearbeitung entstand durch die Firma Cinephon in den Studios der Berliner Synchron AG, Berlin. Das Dialogbuch schrieb Helga Trümper, Dialogregie führte Marika von Radvanyi.
| Rolle                      | Darsteller           | Synchronsprecher      |
| -------------------------- | -------------------- | --------------------- |
| Arsène Lupin               | Romain Duris         | Dietmar Wunder        |
| Joséphine Balsamo          | Kristin Scott Thomas | Traudel Haas          |
| Beaumagnan                 | Pascal Greggory      | Erich Räuker          |
| Clarisse de Dreux-Soubise  | Eva Green            | Anna Carlsson         |
| Herzog von Dreux-Soubise   | Robin Renucci        | Stephan Schwartz      |
| Herzogin von Dreux-Soubise | Françoise Lépine     | Liane Rudolph         |
| Kesselbach                 | Gérard Chaillou      | Hans-Werner Bussinger |
| Kardinal Etigues           | Philippe Lemaire     | Werner Ehrlicher      |
| Le duc d’Orléans           | Mathieu Carrière     | Mathieu Carrière      |
| Théophraste Lupin          | Nicky Naude          | Torsten Michaelis     |